# Star Wars: Knights of the Old Republic II: The Sith Lords

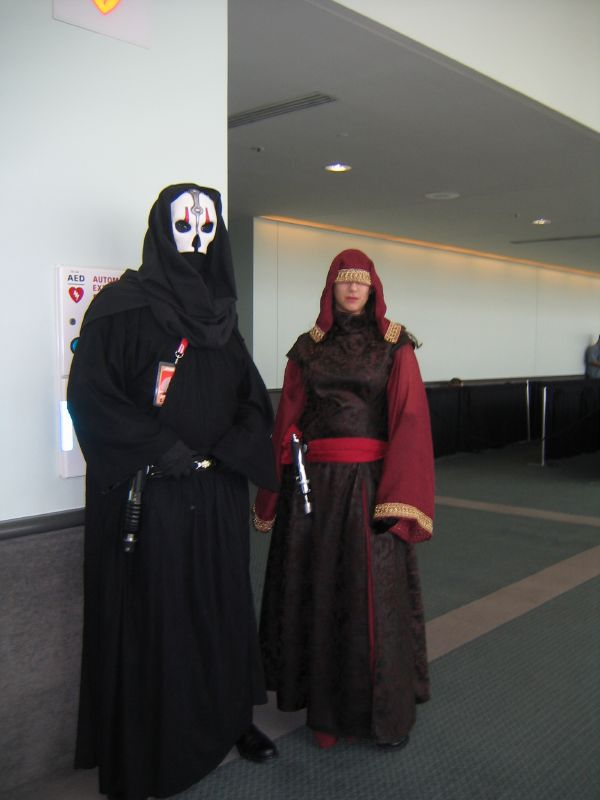
Två fans utklädda till karaktärerna Darth Nihilus och Visas Marr

Star Wars: Knights of the Old Republic II: The Sith Lords är ett TV- och datorspel från 2004. Spelets namn förkortas vanligtvis KOTOR II.

## Handling
Spelet äger rum fem år efter händelserna i det föregående spelet, i en tid då Jedikrigarna nästan har blivit utplånade av Sith. Spelarens figur, en tidigare Jedikrigare i exil från Jediorden, kallas för "The Exile" eller "Jedi Exile". Under spelets gång återupprättar figuren sin länk till Kraften samtidigt som hon eller han tillsammans med sina vänner försöker stoppa Sith. Liksom i det förra spelet avgör spelarens val om figuren går mot den mörka eller ljusa sidan av Kraften, och reser till sex planeter för att antingen hjälpa eller hindra Republikens försök att skapa fred och stabilitet i galaxen. Detta kan inkludera att döda de Jedimästare som finns kvar (mörka sidan) eller övertyga dem om att enas mot Sith (ljusa sidan).

## Karaktärer
Kreia Till skillnad från de flesta karaktärer i Star Wars universum har Kreia både varit jedi och sith och ogillar bägge sidor. Kreia var till en början en jedimästare som blev utesluten ur jediorden då flera av hennes lärlingar antingen blev upproriska eller föll till den mörka sidan. Istället blev hon sith men blev förråd av sina lärlingar Darth Nihilus och Darth Sion som istället för att döda henne frånkopplade henne från kraften. När Kreia träffar spelaren återfår hon sin koppling till kraften och vill ta sig an denne som en lärling. Genom karaktären Kreia får spelaren en inblick i Star Wars universum. Exempelvis att kraften är en medveten entitet som har en egen vilja, en vilja att allting alltid ska balanseras ut, vilket innebär att människor och andra varelsers öde är kontrollerade av kraften. Kreia vill mot bakgrund av detta, till skillnad från jedis och siths som på ett eller annat sätt samspelar med kraften, tillintetgöra bandet mellan kraften och varelser. 
Darth Nihilus Karaktären Darth Nihilus är liksom spelaren ett sår i kraften, och som på grund av detta fått ett begär att konsumera den. Hans hunger har sedermera gjort honom till ett skal och mer av en entitet än en människa. Ursprungligen var dock Nihilus en jedi men föll från den ljusa sidan och ställde sig bakom Revan i mandaloriska krigen. Han var på planeten Malachor V när Mass Shadow Generatorn utlöstes och han var en av få överlevare. Då han vid det här laget hade förlorat allt han älskade började han använda den mörka kraften för att fylla sitt inre vakuum, vilket i sin tur blev en omättlig hunger. Det var i detta skede som han träffade Darth Treia som blev hans mäster och som han senare förrådde. 
Dath Sion Darth Sion har genom sitt hat och den mörka kraften överkommit döden. Men då hatet är det som håller honom vid liv, kan han inte känna positiva känslor som kärlek eftersom det hotar hans existens.
HK-47 HK-47 är en lönnmördrardroid som inte bara är känd för sin effektivitet, utan även för att vara filosofisk, logisk och sarkastisk. Utöver att vara lönnmördare är denne också en rebell som slåss för droids rättigheter liksom frihet i galaxen. HK-47 ledde en revolt för att upprätta ett samhälle där droids kunde leva i frihet.
Bao-Dur Från en tidig ålder var den Iridonianfödda Zabraken Bao-Dur intresserad av teknik. Under de mandaloriska krigen blev Iradoniska kolonier förstörda av mandalorians, något som fick Bao-Dur att gå med i den republikanska armén. Det var under denna tid som han var med och utvecklade vapnet Mass Shadow Generator som tillintetgjorde planeten Malachor V och skapade ett sår i kraften.
Atton Rand Den Alderaanfödda soldaten liksom smugglaren Atton Rand deltog i de mandaloriska krigen och fick under denna konflikt ett förrakt för jediorden då han betraktade deras hållning till kriget som ett uttryck av feghet. Istället blev han lojal mot jedin Revan som deltog i kriget mot jediordens önskan. När Revan gick över till mörka sidan och förklarade Republiken krig förblev Rand lojal mot Revan. Under denna tid blev Rand del av en elitstyrka med uppdrag att jaga, tortera liksom döda jediriddare. Men efter att en jedi uppmärksammat Rand på att han själv var mottaglig för kraften valde han att överge Sith-imperiet och bli smugglare.

## Priser och utmärkelser (i urval)
| Utmärkelse                    | Kategori                                     | År   | Resultat  |
| ----------------------------- | -------------------------------------------- | ---- | --------- |
| Game of the year awards       | NPC of the Year                              | 2004 | Vinnare   |
| Game Developers Choice Awards | Game of the Year                             | 2004 | Vinnare   |
| Saturn Award                  | Best Video Game Release (Science Fiction)    | 2004 | Nominerad |
| Satellite Award               | Outstanding Game Based on a Previous Medium  | 2005 | Nominerad |
| NAVGTR                        | Game of the Year original RGP och Best Story | 2004 | Vinnare   |

## Skådespelare
| Skådespelare         | Karaktär    |
| -------------------- | ----------- |
| Sara Kestelman       | Kreia       |
| Kelly Hu             | Visas Marr  |
| Nicky Katt           | Atton Rand  |
| Roger Guenveur Smith | Bao-Dur     |
| Daran Norris         | G0-T0       |
| Grey Griffin         | Handmaiden  |
| Kristoffer Tabori    | HK-47       |
| Emily Berry          | Mira        |
| Elizabeth Rider      | Atris       |
| John Cygan           | Mandalore   |
| Edward Asner         | Vrook Lamar |
| Louis Mellis         | Darth Sion  |
| André Sogliuzzo      | Rutum       |

### Fotnoter
1. ↑  ”Star Wars: Knights of the Old Republic II: The Sith Lords” (på engelska). Mobygames. 28 maj 2004. http://www.mobygames.com/game/star-wars-knights-of-the-old-republic-ii-the-sith-lords. Läst 15 maj 2015.
2. ↑  ”http://www.ign.com/games/star-wars-knights-of-the-old-republic-ii-the-sith-lords/xbox-679264”. http://www.ign.com/games/star-wars-knights-of-the-old-republic-ii-the-sith-lords/xbox-679264. Läst 30 december 2014.
3. ↑  ”Star Wars: Knights of the Old Republic II - The Sith Lords Story Analysis”. https://www.gamebanshee.com/news/120713-star-wars-knights-of-the-old-republic-ii-the-sith-lords-story-analysis.html. Läst 31 mars 2024.
4. ↑  ”KREIA - THE COMPLETE STORY”. https://www.youtube.com/watch?v=LRKi-xkr69Q. Läst 1 april 2024.
5. ↑  ”Star Wars: Knights of the Old Republic II - The Sith Lords”. https://gamerant.com/star-wars-kotor-2-darth-nihilus-jedi-exile-wounds-force-same/. Läst 31 mars 2024.
6. ↑  ”Who is Darth Nihilus? - Star Wars Characters Explained!!”. https://www.youtube.com/watch?v=oZBoMuc1M1I. Läst 1 april 2024.
7. ↑   Knights of the Old Republic Campaign Guide (Star Wars Roleplaying Game)
8. ↑  ”5 Candid HK-47 Quotes That Every Star Wars Fan Should Build Their Life Around”. https://www.youtube.com/watch?v=STK51eqVE1o. Läst 1 april 2024.
9. ↑  ”Who is Bao-Dur? - Star Wars Characters Explained!!”. https://www.youtube.com/watch?v=83MbeeDKEM0. Läst 1 april 2024.
10. ↑  ”Who is Atton Rand? - Star Wars Characters Explained!!”. https://www.youtube.com/watch?v=-c6J7CcdWrk. Läst 1 april 2024.